# Origen del universo

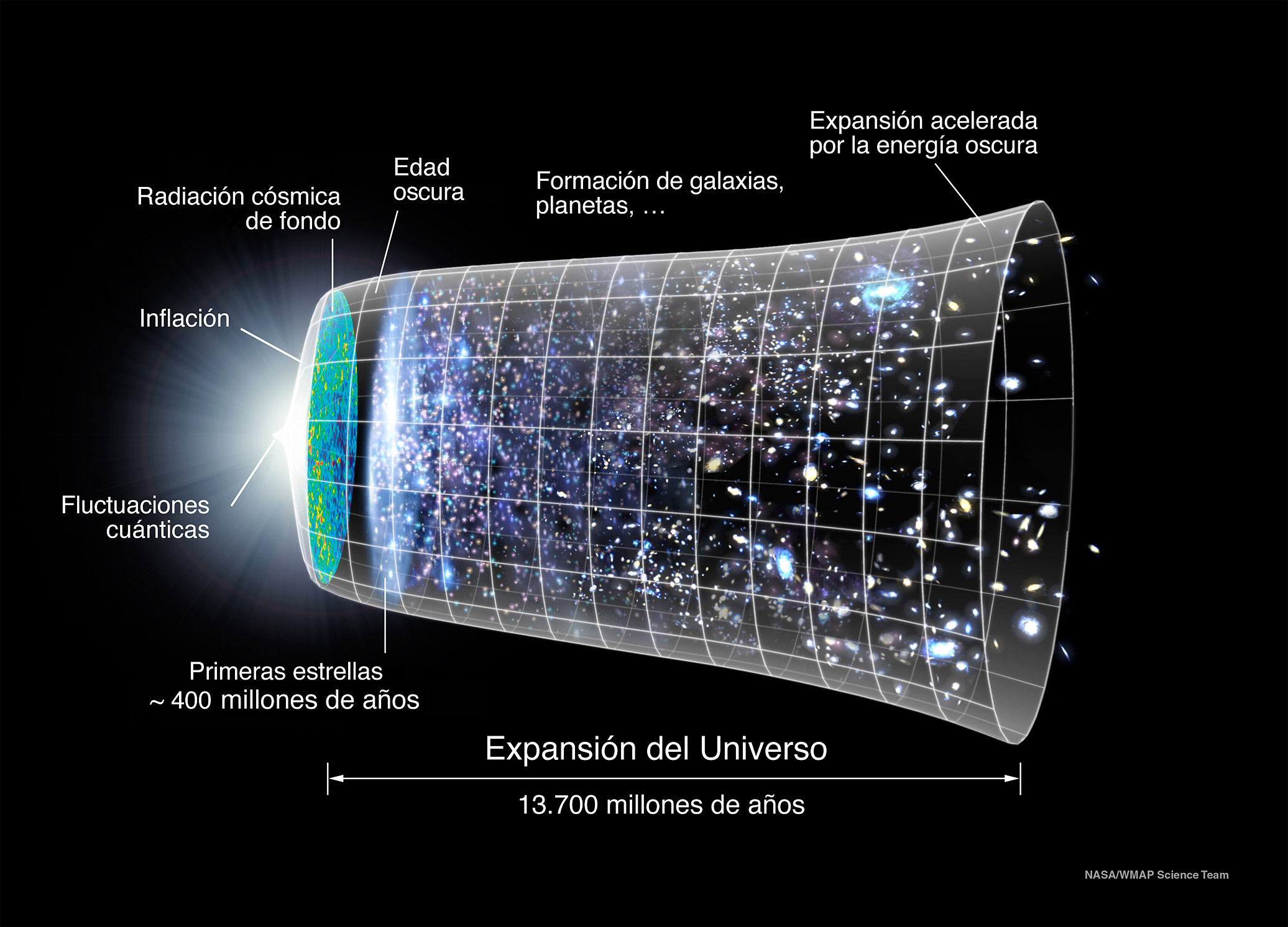
El universo. El eje de la figura representa la dimensión temporal; el diámetro creciente representa la expansión del espacio.

En la cosmología clásica y moderna, el origen del universo es el instante en que  surgió  toda la materia y la energía que existen actualmente en el universo como consecuencia de una gran expansión. La expansión denominada teoría del big bang (gran explosión) es aceptada por la mayoría de los científicos, y postula que el universo podría haberse originado hace unos 13 800 millones de años, en un instante definido.  En la década de 1930, el astrónomo estadounidense Edwin Hubble confirmó que el universo se estaba expandiendo, fenómeno que el sacerdote y astrofísico Georges Lemaître describió en su investigación sobre la expansión del universo (big bang), basado en las ecuaciones de Albert Einstein, y con la teoría de la relatividad general. Sin embargo, el propio Einstein no creyó en sus resultados, pues le parecía absurdo que el universo se encontrara en infinita expansión, por lo que agregó a sus ecuaciones la famosa «constante cosmológica» (dicha constante resolvía el problema de la expansión infinita), a la cual posteriormente denominaría él mismo como el mayor error de su vida. Por esto Hubble fue reconocido como el científico que descubrió la expansión del universo.

## Inflación
En la comunidad científica tiene una gran aceptación la teoría inflacionaria, propuesta por Alan Guth y Andréi Linde en los años ochenta, quienes intentaron explicar los primeros instantes del universo. Se basa en estudios sobre campos gravitatorios demasiado fuertes, como los que hay cerca de un agujero negro. No se conoce la naturaleza del macro-universo que antecede al instante en que nuestro universo (ver universo observable) era de la dimensión de un punto con densidad infinita, conocida como una «singularidad espacio-temporal». En este punto se concentraba toda la materia, la energía, el espacio y el tiempo. Según esta teoría, lo que desencadenó el primer impulso del big bang es una «fuerza inflacionaria» ejercida en una cantidad de tiempo prácticamente inapreciable. Se supone que de esta fuerza inflacionaria se dividieron las de ahora fuerzas fundamentales.
Este impulso, en un tiempo tan inimaginablemente pequeño, fue tan violento que el universo continúa expandiéndose en la actualidad. Hecho postulado por Edwin Hubble. Se estima que en solo 15 x 10-33 segundos ese universo primigenio multiplicó sus medidas.

## Formación de la materia
La teoría del big bang consiste en que el universo, que antes era una singularidad infinitamente densa, matemáticamente paradójica, con una temperatura muy elevada, en un momento dado, comenzó a expandirse, generando una gran cantidad de energía y materia separando todo, hasta ahora.
El universo, después del big bang, empezó a enfriarse y, al expandirse, este enfriamiento produjo que toda la energía comenzara a estabilizarse. Los protones y los neutrones se «crearon» y se estabilizaron cuando el universo tenía una temperatura de 100 000 millones de grados, aproximadamente una centésima de segundo después del inicio. Los electrones tenían una gran energía e interactuaban con los neutrones, que inicialmente tenían la misma proporción que los protones, pero debido a esos choques los neutrones se convirtieron más en protones que viceversa. La proporción continuó bajando mientras el universo se seguía enfriando; así, cuando el universo tenía 30 000 millones de grados (una décima de segundo) había treinta y ocho neutrones por cada sesenta y dos protones, y veinticuatro por setenta y seis cuando tenía 10 000 millones de grados (un segundo).
Lo primero en aparecer fue el núcleo del deuterio, casi catorce segundos después, cuando la temperatura de 3000 millones de grados permitía a los neutrones y protones permanecer juntos. Para cuando estos núcleos podían ser estables, el universo necesitó algo más de tres minutos, cuando esa bola incandescente se había enfriado a unos 1000 millones de grados.

## Materia oscura

Proporción de materia y energía (normal y oscura) en el universo.

Formalmente, para que todo lo expuesto aquí pueda ser válido, los científicos necesitan una materia adicional a la conocida (o más propiamente vista) por el ser humano. Varios cálculos han demostrado que toda la materia y la energía que conocemos es muy poca en relación con la que debería existir para que el big bang sea correcto. Por ello se postuló la existencia de una materia hipotética o imaginaria para llenar ese vacío, a la cual se la llamó «materia oscura», a la  cual los científicos consideran que no interactúa con ninguna de las fuerzas nucleares (fuerza débil y fuerte) ni con el electromagnetismo, solo con la fuerza gravitacional, aunque de hecho no hay ni ha habido ninguna forma de comprobar su "existencia" o "presencia" físicamente hablando, en tanto que en estudios realizados en la década de los 2020's se ha considerado que esta materia obscura no es tan cierta o al menos no tan "abundante" a como se llegó a plantear originalmente. En el gráfico de la derecha se pueden ver las proporciones calculadas.

## Otras teorías científicas sobre su origen
- Cosmología de branas
- Multiverso